# Riu Escrita
El riu Escrita és un afluent per la dreta de la Noguera Pallaresa, del terme municipal d'Espot, a la comarca del Pallars Sobirà. Forma part de la Vall d'Àneu.
Es forma a la sortida de l'Estany de Sant Maurici (1910 msnm), al Parc Nacional d'Aigüestortes i Estany de Sant Maurici, en el vessant septentrional dels Encantats; en aquest estany es reuneixen les aigües dels rius de Ratera, del Portarró i de la Ribera de Subenuix, les valls dels quals formen diverses valls pirinenques, com la Vall de Ratera.
Després de la seva formació a l'Estany de Sant Maurici, l'Escrita rep, per la dreta, successivament, els rius de Monestero, de l'Estany Serull, Torrent de Boteró i Barranc del Prat de Pierró, per l'esquerra el Barranc Fondo, el Canal de Folquer, el Barranc de l'Abeurador, el Barranc de Serransalís, més tard, per la dreta, el Riufredo, i, altre cop per l'esquerra, abans d'arribar al poble d'Espot, el Barranc del Vedat, el Barranc de Gavarro i el Barranc de les Vinadelles.
Ja al poble d'Espot, arriba per l'esquerra el Barranc d'Ensils i a l'extrem sud-est del poble, per la dreta el Riu de Peguera i per l'esquerra el Barranc de Ribaltron. Aigües avall, rep per l'esquerra el Barranc de la Solana, després per la dreta el Barranc de la Mata, el Barranc de Berrader i el Torrent de Finestrelles i per l'esquerra, la Canal, a part de diversos torrents i llaus més de curt recorregut.
Desemboca a la Noguera Pallaresa prop del pantà de la Torrassa (930 msnm). La seva vall, anomenada d'Espot, és suspesa sobre la Noguera. Totes les aigües de la vall alimenten les centrals hidroelèctriques de Sant Maurici i Espot.